# Aristodemo di Tebe
Aristodemo di Tebe (Tebe?, ... – Alessandria d'Egitto?, ...; fl. 150-130 a.C.) è stato uno storico e grammatico greco antico.

## Biografia
Risulta complesso definire la patria d’origine di Aristodemo di Tebe e l'epoca, visto che non abbiamo molte testimonianze esterne, a parte pochi frammenti delle opere. 
Felix Jacoby, che raccolse i suoi frammenti, ritiene che si tratti della stessa persona storico di Tebe citata come Ἀλεξανδρεύς ("di Alessandria") in uno scolio a Pindaro come allievo di Aristarco di Samotracia. 
Il floruit di Aristodemo, quindi, in quanto discepolo di Aristarco, sarebbe nel periodo tra 150 e 130 a.C.; datazione a favore della quale va considerato anche il fatto che lo storico, essendo citato negli scoli ad Omero, ad Apollonio Rodio, ad Euripide e a Teocrito, precede Didimo Calcentero. Jacoby, per spiegare la duplice citazione, ritiene che Aristodemo sarebbe un tebano recatosi ad Alessandria oppure un alessandrino giunto a Tebe, in seguito all’espulsione dalla città, voluta da Tolomeo VIII Fiscone nel 144 a.C..

## Opere
Delle opere di Aristodemo ci restano solo 7 frammenti. I Θηβαικὰ ἐπιγράµµατα (Epigrammi di Tebe) dovevano essere di almeno due libri, poiché uno scolio ad Apollonio Rodio, che li cita, riporta che nel primo libro Aristodemo trattava, tra le altre notizie, del combattimento di Dioniso contro gli Indiani; si trattava, comunque, probabilmente di una silloge di epigrammi sepolcrali reali.
Spazio riservato al mito e all’erudizione era anche nell’altra opera di Aristodemo, il Περὶ Πινδάρου, attribuitogli da Ateneo e che sembrerebbe presentare maggiori interessi religiosi, filologico-testuali e biografici; sempre Ateneo ci consente di sapere che si trattasse di un'opera in almeno 3 libri.